# Cúp bóng đá châu Á 1980
Cúp bóng đá châu Á 1980 là Cúp bóng đá châu Á lần thứ bảy. Vòng chung kết giải được tổ chức tại Kuwait từ 15 đến 30 tháng 9 năm 1980, gồm 10 đội. Chủ nhà Kuwait giành chức vô địch đầu tiên sau khi thắng Hàn Quốc 3-0 ở trận chung kết.

## Vòng loại
Có tất cả 30 đội (về sau là 18 đội) tham gia vòng loại, chia làm 4 bảng, chọn 2 đội đầu bảng vào đá vòng chung kết với chủ nhà Kuwait và đương kim vô địch Iran.

## Vòng chung kết
Vòng chung kết được tổ chức từ 15 đến 30 tháng 9, thi đấu trên một sân duy nhất là Sân vận động Sabah Al-Salem ở thành phố Kuwait. 10 đội tuyển tham dự chia làm 2 bảng 5 đội, chọn mỗi bảng 2 đội vào bán kết đấu loại trực tiếp để chọn ra nhà vô địch.

### Các đội tham dự
- Kuwait (chủ nhà)
- Iran (đương kim vô địch)
- Bangladesh
- Trung Quốc
- Malaysia
- CHDCND Triều Tiên
- Qatar
- Hàn Quốc
- Syria
- UAE

### Sân vận động
| Thành phố Kuwait            |
| --------------------------- |
| Sân vận động Sabah Al-Salem |
| Sức chứa: 22.000            |
|                             |

### Bảng A
| Đội               | Trận | Thắng | Hoà | Thua | BT | BB | HS  | Điểm |
| ----------------- | ---- | ----- | --- | ---- | -- | -- | --- | ---- |
| Iran              | 4    | 2     | 2   | 0    | 12 | 4  | +8  | 6    |
| CHDCND Triều Tiên | 4    | 3     | 0   | 1    | 9  | 7  | +2  | 6    |
| Syria             | 4    | 2     | 1   | 1    | 3  | 2  | +1  | 5    |
| Trung Quốc        | 4    | 1     | 1   | 2    | 9  | 5  | +4  | 3    |
| Bangladesh        | 4    | 0     | 0   | 4    | 2  | 17 | −15 | 0    |

| CHDCND Triều Tiên                        | 3–2 | Bangladesh                          |
| ---------------------------------------- | --- | ----------------------------------- |
| Choi Jae-Pil 44', 45' · Kim Jong-Man 90' |     | Chunnu 60' (ph.đ.) · Salahuddin 88' |

| Iran | 0–0 | Syria |
| ---- | --- | ----- |
|      |     |       |

| CHDCND Triều Tiên | 2–1 | Trung Quốc     |
| ----------------- | --- | -------------- |
| Kim Bok-Man 20'   |     | Lý Phúc Bảo 7' |

| Bangladesh | 0–1 | Syria     |
| ---------- | --- | --------- |
|            |     | Keshek 7' |

| Trung Quốc                            | 2–2 | Iran                       |
| ------------------------------------- | --- | -------------------------- |
| Trần Kim Cảng 74' · Thái Kim Biểu 89' |     | Alidousti 35' · Fariba 70' |

| Bangladesh | 0–7 | Iran                                                        |
| ---------- | --- | ----------------------------------------------------------- |
|            |     | Fariba 11', 34', 80', 82' · Roshan 21' · Barzegari 27', 87' |

| Syria      | 1–0 | Trung Quốc |
| ---------- | --- | ---------- |
| Keshek 86' |     |            |

| Iran                                        | 3–2 | CHDCND Triều Tiên                     |
| ------------------------------------------- | --- | ------------------------------------- |
| Alidousti 27' · Danaeifard 57' · Fariba 60' |     | Hwang Sang-Hoi 68' · Pak Jong-Hun 90' |

| Trung Quốc                    | 6–0 | Bangladesh |
| ----------------------------- | --- | ---------- |
| Thẩm Tường Phúc · Tô Vĩnh Lại |     |            |

| CHDCND Triều Tiên | 2–1 | Syria    |
| ----------------- | --- | -------- |
|                   |     | Suleiman |

### Bảng B
| Đội      | Trận | Thắng | Hoà | Thua | BT | BB | HS | Điểm |
| -------- | ---- | ----- | --- | ---- | -- | -- | -- | ---- |
| Hàn Quốc | 4    | 3     | 1   | 0    | 10 | 2  | +8 | 7    |
| Kuwait   | 4    | 2     | 1   | 1    | 8  | 5  | +3 | 5    |
| Malaysia | 4    | 1     | 2   | 1    | 5  | 5  | 0  | 4    |
| Qatar    | 4    | 1     | 1   | 2    | 3  | 8  | −5 | 3    |
| UAE      | 4    | 0     | 1   | 3    | 3  | 9  | −6 | 1    |

| UAE        | 1–1 | Kuwait       |
| ---------- | --- | ------------ |
| Chombi 35' |     | Al-Houti 19' |

| Hàn Quốc         | 1–1 | Malaysia   |
| ---------------- | --- | ---------- |
| Choi Soon-Ho 69' |     | Hamzah 90' |

| Qatar           | 2–1 | UAE          |
| --------------- | --- | ------------ |
| Muftah 50', 60' |     | Al-Hajri 58' |

| Kuwait                                      | 3–1 | Malaysia   |
| ------------------------------------------- | --- | ---------- |
| Kamel 20' · Yaqoub 53' (ph.đ.), 77' (ph.đ.) |     | Hamzah 44' |

| Qatar | 0–2 | Hàn Quốc                          |
| ----- | --- | --------------------------------- |
|       |     | Lee Jung-Il 7' · Choi Soon-Ho 21' |

| Malaysia              | 2–0 | UAE |
| --------------------- | --- | --- |
| Alif 32' · Bahari 89' |     |     |

| Kuwait | 0–3 | Hàn Quốc                                    |
| ------ | --- | ------------------------------------------- |
|        |     | Hwang Seok-Keun 47' · Choi Soon-Ho 71', 78' |

| Malaysia | 1–1 | Qatar |
| -------- | --- | ----- |
| Bahari   |     |       |

| Hàn Quốc                                              | 4–1 | UAE        |
| ----------------------------------------------------- | --- | ---------- |
| Choi Soon-Ho 26', 53', 78' (ph.đ.) · Jung Hae-Won 84' |     | Chombi 79' |

| Kuwait                                                  | 4–0 | Qatar |
| ------------------------------------------------------- | --- | ----- |
| Al-Dakhil 32', 57' · Yaqoub 50' (ph.đ.) · Al-Anberi 66' |     |       |

## Vòng đấu loại trực tiếp
|  | Bán kết             | Bán kết  |                     |   | Chung kết | Chung kết |
|  |                     |          |                     |   |           |           |
|  | 28 tháng 9 – Kuwait |          |                     |   |           |           |
|  |                     |          |                     |   |           |           |
|  | Iran                | 1        |                     |   |           |           |
|  | Iran                | 1        | 30 tháng 9 – Kuwait |   |           |           |
|  | Kuwait              | 2        |                     |   |           |           |
|  | Kuwait              | 2        | Kuwait              | 3 |           |           |
|  | 28 tháng 9 – Kuwait |          | Kuwait              | 3 |           |           |
|  |                     | Hàn Quốc | 0                   |   |           |           |
|  | Hàn Quốc            | Hàn Quốc | 0                   | 2 |           |           |
|  | Hàn Quốc            |          |                     | 2 |           |           |
|  | CHDCND Triều Tiên   | 1        |                     |   |           |           |
|  | CHDCND Triều Tiên   | 1        | Tranh hạng ba       |   |           |           |
|  |                     |          |                     |   |           |           |
|  | 29 tháng 9 – Kuwait |          |                     |   |           |           |
|  |                     |          |                     |   |           |           |
|  | Iran                | 3        |                     |   |           |           |
|  | Iran                | 3        |                     |   |           |           |
|  | CHDCND Triều Tiên   | 0        |                     |   |           |           |

### Bán kết
| Iran       | 1–2 | Kuwait                     |
| ---------- | --- | -------------------------- |
| Faraki 90' |     | Yaqoub 63' · Al-Dakhil 85' |

| Hàn Quốc                             | 2–1 | CHDCND Triều Tiên        |
| ------------------------------------ | --- | ------------------------ |
| Choi Jong-Duk 80' · Jung Hae-Won 89' |     | Pak Jong-Hun 19' (ph.đ.) |

### Tranh hạng ba
| Iran                         | 3–0 | CHDCND Triều Tiên |
| ---------------------------- | --- | ----------------- |
| Fariba 49' · Faraki 66', 76' |     |                   |

### Chung kết
| Kuwait                           | 3–0 | Hàn Quốc |
| -------------------------------- | --- | -------- |
| Al-Houti 8' · Al-Dakhil 34', 69' |     |          |

### Đội hình toàn sao
| Thủ môn       | Hậu vệ                                                   | Tiền vệ                                         | Tiền đạo                                   |
| ------------- | -------------------------------------------------------- | ----------------------------------------------- | ------------------------------------------ |
| Nasser Hejazi | Naeem Saad Soh Chin Aun Mahboub Juma'a Mehdi Dinvarzadeh | Abdolreza Barzegari Saad Al-Houti Lee Young-Moo | Choi Soon-Ho Faisal Al-Dakhil Jasem Yaqoub |

## Bảng xếp hạng giải đấu
| Pos                 | Đội tuyển         | Trận | Thắng | Hoà | Thua | BT | BB | HS  | Điểm |
| ------------------- | ----------------- | ---- | ----- | --- | ---- | -- | -- | --- | ---- |
| 1                   | Kuwait            | 6    | 4     | 1   | 1    | 13 | 6  | +7  | 9    |
| 2                   | Hàn Quốc          | 6    | 4     | 1   | 1    | 12 | 6  | +6  | 9    |
| 3                   | Iran              | 6    | 3     | 2   | 1    | 16 | 6  | +10 | 8    |
| 4                   | CHDCND Triều Tiên | 6    | 3     | 0   | 3    | 10 | 12 | −2  | 6    |
| Bị loại ở vòng bảng |                   |      |       |     |      |    |    |     |      |
| 5                   | Syria             | 4    | 2     | 1   | 1    | 3  | 2  | +1  | 5    |
| 6                   | Malaysia          | 4    | 1     | 2   | 1    | 5  | 5  | 0   | 4    |
| 7                   | Trung Quốc        | 4    | 1     | 1   | 2    | 9  | 5  | +4  | 3    |
| 8                   | Qatar             | 4    | 1     | 1   | 2    | 3  | 8  | −5  | 3    |
| 9                   | UAE               | 4    | 0     | 1   | 3    | 3  | 9  | −6  | 1    |
| 10                  | Bangladesh        | 4    | 0     | 0   | 4    | 2  | 17 | −15 | 0    |